# Eduard Amigó de Lara
Eduard Amigó de Lara (Barcelona, 1833 - Buenos Aires, 1902) fou un pianista i compositor català. Cèlebre concertista d'harmònium, premiat al Conservatori de París l'any 1865.
Va fer els primers estudis en la capital catalana, continuant-los al Conservatori de París; on va obtenir la medalla d'or i va recórrer les principals ciutats d'Europa i Amèrica donant concerts d'harmònium, instrument que dominava admirablement. Tant la Isabel II com l'infant Sebastià, l'atorgaren la seva protecció; fou professor del Conservatori de Madrid. En esclatar la Revolució de 1868, acompanyant la reina a París, no retornant a Espanya fins a la Restauració. Emprengué llavors un viatge a Amèrica per donar una sèrie de concerts i l'any 1888 s'establí a Argentina, on va excercir diversos càrrecs artístics. Va morir a Buenos Aires l'any 1902.